# Medgyesegyháza
Medgyesegyháza is een plaats (nagyközség) en gemeente in het Hongaarse comitaat Békés. Medgyesegyháza telt 4524 inwoners (2002).